# Валенсија
Валенсија (шп. Valencia; кат. València) је главни град Валенсијске аутономне заједнице, као и покрајине Валенсија.
Валенсија је трећи град у Шпанији по важности и по броју становника: 807.396 становника према попису из 2007. Лежи на обалама реке Турија, на источној обали Пиринејског полуострва. Основана је као Valentia Edetanorum 138. п. н. е.
Ово је град са дубоком историјском традицијом, погодном медитеранском климом и бројним знаменитостима и фестивалима.

## Историја

### Старо доба (Римска Валенсија)
Валенсија је један од најстаријих шпанских градова. Основали су је Римљани у време конзула Децима Јунија Брута (шп. cónsul Décimo Junio Bruto), тачније 138. п. н. е. под именом . У то време Валенсија је била типично римски град јер се налазила у близини мора, на речном острву испресецаном римским путем, односно Vía Augusta, који је спајао Валенсију са Римом, главним градом империје. Име је добила од латинске речи valentia што значи вредност, односно снага.
Језгро града било је у близини данашњег Трга Богородице (шп. Plazа de la Virgen), где се налазио романски форум и раскршће улица Кардо (шп. Cardo) и Декумано (шп. Decumano) које су биле, и данас јесу две најважније улице у граду.
Током рата између Помпеја Великог и Серторија Квинта 75. године п. н. е., Валенсија је потпуно уништена. Обновљена је након 50 година када се на ове просторе вратило становништво и када је почела изградња великих инфраструктурних пројеката, а већ у првом веку она доживљава брзи, урбани раст. 
Међутим, у трећем веку, Валенсија је доживела нову еру декаденције. Коначно, током последњих година владавине Римског царства у четвртом веку, град почиње да формира рану хришћанску заједницу.

### Средњи век

#### Визиготски период
Неколико векова касније, са првим таласима инвазије германских народа као што су Свеви, Вандали, Алани, а касније и Визиготи, дошло је до пропасти римске власти, а самим тим и администрације, судова и свега осталог што су Римљани донели, црква преузима власт у граду и мења старе римске храмове верским објектима.
Византијском инвазијом на југозападу Иберијског полуострва 554. год. н. е, Валенсија постаје стратешки значајан град јер су се у њој налазиле визиготске војне базе. Након протеривања Византијаца 625. године следи једна мрачна фаза која историјски није добро позната, где нема много археолошких остатака и која сведочи о томе да средином седмог века живот у Валенсији није био урбан.
У време Визигота, Валенсија је била епископско седиште католичке цркве.

#### Период под муслиманима
Валенсију су Мавари (Арапи и Бербери) освојили 714. године, без борбе, мирним путем, и катедрала Светог Винсента је том приликом претворена у џамију. Познато је да је Абд ел Рахман, први владар Кордобског емирата тражио да се град потпуно уништи, мада је неколико година касније његов син, Абд алах ел Баланси имао неку врсту самоуправе на подручју Валенсије. Он је такође наредио да се изгради луксузна палата Русафа (шп. La Russafa) на периферији града, у насељу истог имена. Нажалост, данас нема никаквих остатака ове палате.
У овом периоду град је добио назив Медина ел Тураб илити „град блата”, односно „град прашине”, јер је био веома запуштен када су Мавари дошли, и носио га је неколико векова.
Када се исламска култура уселила у Валенсију, тада звану Балансија, она креће да напредује, да се развија и постаје један од значајнијих трговачких центара, познат по производњи папира, керамике, стакла и свиле. Из овог периода до данас су сачуване многе вредне грађевине, остаци старих зидова, купатило Адмирала (шп. Baños del Almirante), катедрала и торањ Мигелете (шп. EL Miguelete), који је био минарет старе џамије.
После смрти Алманзора и немира који су уследили убрзо затим, муслимански Ал-Андалус се поделио на мноштво малих држава познатих као таифе. Једна од њих је била таифа Валенсија и постојала је у четири различитих раздобља : 1010—1065, 1075—1099, 1145—1147. и последње од 1229. до 1238.
Валенсија, односно Балансија доживљава препород у време краљевства таифа у 11. веку. Град расте, а за време владавине Абд ел Асиса подигнут је градски зид, чији остаци постоје и данас. Кастиљански племић Родриго Дијаз де Вивар (шп. Rodrigo Diaz de Vivar), познатији као Сид (шп. El Cid) имао је намеру да оснује сопствену краљевину на Медитерану, ушао је у покрајину у пратњи арапско–хришћанске војске и опколио је град почетком 1092. године. Он је рушио џамије и градио цркве јер је желео да Валенсија буде центар хришћанства. Он је владао Валенсијом до 1099. године, односно до своје смрти. Након његове смрти градом влада његова удовица, до 1102. године када град поново освајају Арапи, овога пута Алморавиди.
Пад моћи власти Алморавида поклапа се са јачањем и успоном северноафричке династије Алмохада који су контролисали полуострво од 1145. године. Међутим њихов улазак у Валенсију био је заустављен од стране Марданиса, краља Валенсије и Мурсије, али коначно 1171. године Валенсија пада у руке североафриканаца.

#### Хришћанска реконкиста
Године 1238, град осваја Ђауме I од Арагона. После победе хришћана, муслиманско становништво је протерано и подељено на оне који су учествовали у освајању града, односно реконкисти, а доказе о томе налазимо у књизи под називом „Llibre del Repartiment”. Ђауме је увео нове законе и права (шп. los Fueros de Valencia), који су се неколико година касније проширили на целу краљевину. У то време, град пролази кроз нову фазу историје, коју обележавају другачије уређење и нови језик, и тада се постављају темељи за оно што је Валенсија данас.
Према подацима о капитулацији, Валенсија је имала популацију од 120.000 муслимана, 65.000 хришћана и 2.000 Јевреја. Према арапском историчару Хусеину Монесу са Универзитета у Каиру, ово су биле речи које сам краљ Зајан рекао Ђаумеу I када му је предавао кључеве града:
„У Валенсији заједно живе муслимани, племенити људи из мог села, хришћани и Јевреји. Надам се да ћете знати да владате њима како би наставили да живе у истој хармонији и да обрађују ову племениту земљу заједно. Овде је, за време моје владавине било поворики за Свету недељу (шп. Semana Santa) и хришћани су слободно користили своју религију, јер Куран п. н. е. и Богородицу. Надам се да ћете ви бити исти према муслиманима у Валенсији.”
Град је прошао кроз озбиљну и велику невољу средином XIV века. Са једне стране, црна смрт (шп. la peste negra) 1348. године и разне епидемије које су смањиле број становника, и са друге стране, серија ратова и устанака, као што је рат Уније (шп. Guerra de la Unión), односно побуна грађана против монархије, затим рат са Кастиљом, када је град морао да подигне нови зид у два наврата (1363. и 1364. године), како би спречили кастиљанске нападе. У овим годинама коегзистенција између заједница које су живеле у граду (хришћани, Јевреји и муслимани) је била прилично затегнута, пуна конфликата. Јевреји, који су живели у улици Мар (шп. la calle de la Mar) економски и социјално су напредовали, и њихов кварт се постепено ширио.
Са друге стране, муслимани који су остали у граду након хришћанске реконкисте, били су смештени у близини пијаце Мосен Сорељ (шп. Mosen Sorell). У 1391. години неконтролисана група људи напала је јеврејску четврт, што је довело до веома брзог нестанка ове заједнице, а њени чланови приморани су да пређу у хришћанство. У 1456. године, опет долази до напада, али овог пута на Маваре, али његове последице су биле мање важне.

#### Златно доба Валенсије
XIV век, познат у историји као златно доба Валенсије, био је време економског, културног и уметничког раста и напретка града. Такође Валенсија је у то доба била најнасељенији град Краљевине Арагон. Локална индустрија, пре свега текстилна доживљава велики развој. У овом периоду створена је Taula de canvas, институција која је била задужена за разне финансијске послове.
Валенсијски банкари позајмили су новац Изабели I за Колумбова путовања 1492. године. Крајем 15. века подигнута је зграда под називом Тржница свиле (шп. Lonja de la Seda). Тако је град постао трговачки центар и привлачио је трговце са свих страна. 
Овај економски бум огледа се и у културном и уметничком животу. У ово доба изградиле су се неке од најпознатијих и најважнијих валенсијских зграда које и данас привлаче велики број туриста. Неке од њих су: Куле Серанос (шп. las torres de Serranos), Тржница свиле, Краљевска капела манастира Санто Доминго итд.
Што се сликарства и скулптуре тиче, фламански и италијански трендови и форме утичу на многе уметнике, на Љуиса Далмауа (шп. Lluís Dalmau), Гонсала Периса (кат. Gonçal Peris) и Дамијана Формента (шп. Damian Forment). У књижевности јако су битна и значајна дела Аусиаса Марка (шп. Ausias March), Исабеле де Виљене (шп. Isabel de Villena), Рамона Љуља (шп. Ramon Llull) и других. Године 1460. написан је и први роман западне књижевности „Бели тиранин” (шп. Tirant lo Blanch), то је један витешки роман који је веома утицао на дела Сервантеса и Шекспира. Такође, у овом периоду, између 1499. и 1502. године основан је универзитет у Валенсији (шп. Universidad de Valencia), под именом „Estudi General’’.

### Модерно доба
Након открића Америке, европска економија је била оријентисана ка Атлантику на штету медитеранске трговине. Упркос династичком уједињењу Арагона са Кастиљом, освајање и експлоатација Америке био је главни циљ Кастиље.
Валенсијанцима, Каталонцима, Арагонцима и Мајорчанима било је забрањено прекоокеанско преношење трговине. Суочена са овим, Валенсија је ушла у тешку економску кризу, која се манифестовала побуном у Немачкој 1519—1522. To је била друштвена побуна против племства, које је напустило град пре епидемије куге 1519. године. Устанак и њени лидери су брутално потиснути од стране вицекраљице Жермене де Фоа (шп. Germana de Foix). Сматра се да је лично она потписала налоге за убиство 100 бивших побуњеника, а извори доказују да је било чак 800 погубљених.
Криза постаје све озбиљнија протеривањем Јевреја и Мавара 1609, који су чинили скоро једну трећину укупног становништва краљевине. Касније, током Каталонског устанка 1640—1652, Валенсија је претрпела још веће економске катастрофе.

#### Валенсија са Бурбонима
Пад града достигао је врхунац у рату за шпанско наслеђе (шп. Guerra de Sucesión Española) 1702—1709. и он је означио крај политичке и правне независности Краљевине Валенсије. Током овог рата, Валенсија је стала на страну Карла II. По уредби Нуева Планта (шп. Nueva Planta) Валенсији су укинуте древне повеље. Бурбонске снаге спалиле су многе важне градове попут Хативе (шп. Játiva), где су слике шпанских Бурбона окачене наопачке у знак протеста против овог дана.
Престоница је премештена у Оривелу, што су грађани Валенсије сматрали увредом. Филип је наредио већу да се састане са вицекраљем Валенсије, кардиналом Луисом де Бељугом, који се супротставио промени престонице, која се налазила близу религиозног, културног и сада политичког центра Мурсије. Дакле, с обзиром на његову мржњу према Оривели, која је бомбардовала и опљачкала Валенсију за време рата за шпанско наслеђе, кардинал је поднео оставку у вицекраљевству, због чега је Филип коначно попустио, и вратио престоницу у Валенсију.
Са укидањем валенсијских повеља и уређењем царства и његове престонице на законима и обичајима Кастиље, највећи државни званичници се нису више бирали, већ су именовани директно из Мадрида. Валенсија је морала да се навикне да буде окупиран град и да живи уз присуство трупа у Цитадели, у близини манастира Санто Доминго, као и у многим другим објектима.

#### XX и XXI век
Током 20. века Валенсија је постала трећи најнасељенији град у Шпанији. Она је, такође, била трећи град и у индустријском и економском развоју захваљујући стварању банке (шп. banco de Valencia), 1900, изградњи централног тржишта (шп. El mercado Central) и тржишта Колон (шп. El Colón), и изградњи Северне железничке станице (шп. Еstación del Norte).
Валенсија је постала главни град Републике Шпаније 6. новембра 1936. године, под управом Франсиска Кабаљера (шп. Francisco Largo Caballero), председника владе. Међутим, 17. маја 1937, влада је прешла у руке Хуана Негрина (шп. Juan Negrín), а 31. октобра исте године, премешта седиште у Барселону.
13. јануара 1937. град је први пут бомбардован од стране брода фашистичке италијанске морнарице, који је то учинио по налогу Бенита Мусолинија (итал. Benito Mussolini). Бомбардовање је нанело много штете и то у неколико наврата. Ови напади су оставили 2.831 мртвих и 847 рањених, мада се процењује да је број жртава био већи.
Након велике поплаве у Валенсији 1957, нови канал изграђен је на периферији града, а стари је реновиран у зону за рекреацију. Почетком шездесетих година почео је економски опоравак, а Валенсија је доживела драматичан пораст становништва захваљујући имиграцији, реализацији великих урбанистичких пројеката и побољшању инфраструктуре.
Са појавом демократије у Шпанији, древно царство Валенсије се претворило у аутономну заједницу (шп. la Comunidad Valenciana), а статут о аутономији из 1982. је прогласио Валенсију главним градом.
Упркос томе, у ноћи 23. фебруара 1981. догодио се покушај државног удара у Валенсији, који је започео Хајме Миланс дел Боск (шп. Jaime Miláns del Bosch) и који је, срећом, пропао.
Демократија је довела до опоравка валенсијског језика и културе, али није могла да спречи неке социјалне тензије око симбола. Овај сукоб познат је као битка Валенсије (шп. la Batalla de Valencia) и он поделио овај град како друштвено, тако и политички.
Током првих 25 година демократије, Валенсија доживљава велики развој, и то углавном захваљујући остварењима као што су: Палата музике (шп. el Palacio de la Música), Палата конгреса (шп. el Palacio de Congresos), метро, Град науке и уметности (шп. la Ciudad de las Artes y las Ciencias), итд. Ови јавни радови су допринели побољшању градског живота, као и повећавању броја туриста.

## Географија
Град се налази на обалама реке Турије, на источној обали Иберијског полуострва и западном делу Средоземног мора. Налази се на надморској висини од око 15 m. Површина Валенсије износи 134 km². Трећи је град по величини у Шпанији и један је од главних индустријских центара у држави.

### Клима
Валенсија има медитеранску благу и влажну климу. Просечна годишња температура у Валенсији у току дана је 22,3 °C и 13,4 °C током ноћи. У најхладнијем месецу, јануару, обично се температура креће од 10 до 20 °C у току дана и од 2 до 12 °C током ноћи.
У најтоплијем месецу, августу, обично се температура креће од 27 до 34 °C у току дана и око 22 °C ноћу. Велике осцилације температуре су ретке.
Зиме у Валенсији су веома благе. Децембар, јануар и фебруар су најхладнији месеци. Температура прелази 20 °C само неколико дана у току зиме. Због веома благе температуре у зимском периоду, највећи део вегетације остаје зелен током целе године.
У марту температура често прелази 20 °C, са просечном температуром од око 19 °C у току дана и 9 °C ноћу.
Лета су у Валенсији дуга и топла. Генерално, летња сезона траје око осам месеци, од априла до новембра. Већ у априлу редовне температуре прелазе 20 °C, мада је у овом месецу температура мора нижа, од око 15-16 °C. Јул и август су најтоплији месеци, са просечном температуром око 29 °C у току дана и 22 °C ноћу. Летња сезона се завршава у новембру. У овом месецу се понекад јављају дани са температуром испод 20 °C, а температура мора у новембру је нижа и износи око 18 °C.
Сунчани период износи 2.660 сати годишње. То је мало изнад просека за јужну половину Европе, јер у овом делу континента, сунчани период варира од око 2.000 до око 3.000 часова годишње. Док просечне падавине износе 454 mm годишње, а највише их има у јесен.
| Клима (Валенсија)          | Клима (Валенсија) | Клима (Валенсија) | Клима (Валенсија) | Клима (Валенсија) | Клима (Валенсија) | Клима (Валенсија) | Клима (Валенсија) | Клима (Валенсија) | Клима (Валенсија) | Клима (Валенсија) | Клима (Валенсија) | Клима (Валенсија) | Клима (Валенсија) |
| Показатељ \ Месец          | .Јан.             | .Феб.             | .Мар.             | .Апр.             | .Мај.             | .Јун.             | .Јул.             | .Авг.             | .Сеп.             | .Окт.             | .Нов.             | .Дец.             | .Год.             |
| -------------------------- | ----------------- | ----------------- | ----------------- | ----------------- | ----------------- | ----------------- | ----------------- | ----------------- | ----------------- | ----------------- | ----------------- | ----------------- | ----------------- |
| Средњи максимум, °C (°F)   | 16,1 (61)         | 17,2 (63)         | 18,7 (65,7)       | 20,2 (68,4)       | 22,8 (73)         | 26,2 (79,2)       | 29,1 (84,4)       | 29,6 (85,3)       | 27,6 (81,7)       | 23,6 (74,5)       | 19,5 (67,1)       | 16,8 (62,2)       | 22,3 (72,1)       |
| Просек, °C (°F)            | 11,5 (52,7)       | 12,6 (54,7)       | 13,9 (57)         | 15,5 (59,9)       | 18,4 (65,1)       | 22,1 (71,8)       | 24,9 (76,8)       | 25,5 (77,9)       | 23,1 (73,6)       | 19,1 (66,4)       | 14,9 (58,8)       | 12,4 (54,3)       | 17,8 (64)         |
| Средњи минимум, °C (°F)    | 7,0 (44,6)        | 7,9 (46,2)        | 9,0 (48,2)        | 10,8 (51,4)       | 14,1 (57,4)       | 17,9 (64,2)       | 20,8 (69,4)       | 21,4 (70,5)       | 18,6 (65,5)       | 14,5 (58,1)       | 10,4 (50,7)       | 8,1 (46,6)        | 13,4 (56,1)       |
| Количина падавина, mm (in) | 36 (14,2)         | 32 (12,6)         | 35 (13,8)         | 37 (14,6)         | 34 (13,4)         | 23 (9,1)          | 9 (3,5)           | 19 (7,5)          | 51 (20,1)         | 74 (29,1)         | 51 (20,1)         | 52 (20,5)         | 454 (178,7)       |
| [ тражи се извор ]         |                   |                   |                   |                   |                   |                   |                   |                   |                   |                   |                   |                   |                   |

## Становништво
Према процени, у граду је 2008. живело 807.200 становника.

Према попису из 2006. године, Валенсија има 805.304 становника (388.401 мушкараца и 416.903 жена), а према процени из 2007. године, Валенсија броји 807.396 становника на територији града без приградских насеља, а са приградским насељима око 1,5 милион становника.
Око 12,3% укупног становништва чине странци — имигранти, углавном хиспаноамеричког порекла (52% од укупног пописаног броја имиграната), а следе их имигранти из других европских земаља (24,20%). Најбројнији су Еквадорци (18.176), Колумбијци (10.097) и Боливијанци (8.121). Према проценама Статистичког завода Валенсијске Покрајине, 2010. године Валенсија је имала 861.696 становника.
| 1981.   | 1989.   | 1991.   | 2001.   | 2002.   |
| ------- | ------- | ------- | ------- | ------- |
| 751.734 | 752.909 | 777.427 | 750.476 | 738.441 |

## Економија
Валенсија је град у коме, последњих деценија, туризам и грађевинарство веома доприносе економији. Уједно долази до ширења саобраћаја и телекомуникација.
Иако је 2008. година највише била погођена економском кризом, са највећом стопом незапослености, Валенсија је успела да је ублажи за неколико година. Утицај образовања, науке, медија, забаве, моде, трговине и уметности, начинили су Валенсију једном од најзначајнијих градова у свету.
Овај град има такву економију и положај да се велики број становништва углавном бави услужним делатностима, док се знатно мањи проценат људи бави пољопривредом. Валенсија и даље одржава индустријску базу у којој је запослено 5,5% становништва. Такође, економији овог града доприноси и фабрика аутомобила Форд (енгл. Ford Motor Company) која се налази у предграђу Валенсије.

### Туризам
Као један од најлепших градова медитеранске обале, Валенсија спада у најтраженије европске туристичке дестинације. Валенсију с правом називају и градом науке, уметности и провода. Богато културно-историјско наслеђе, прелепе, дуге плаже, бројни хотели, ресторани, барови, клубови и срдачни људи свакодневно доприносе репутацији овог града.
Од средине деведесетих, Валенсија, град који је некада био индустријски, почиње брзо да се развија, што се одразило и на културу и туризам. Обновљене су многе локалне знаменитости, укључујући куле средњовековног града Торес де Серанос (шп. Torres de Serranos) и Торес де Кварт (кат. Les Torres de Quart), које подсећају на стара времена, када су зидине штитиле град. Познат је и манастир Сан Мигел (шп. San Miguel), који сада има и своју библиотеку.
Изграђено је шеталиште дуго 4 km поред плажа на северној страни луке. То су плаже Аренас (шп. Playa Las Arenas), Кабањал (шп. Playa Cabañal) и Малвароса (шп. Playa de la Malvarrosa), а шеталиште се назива Пасео Маритимо (шп. Paseo Marítimo).
Град има бројне конгресне центре, као и хотеле са пет звездица који су неопходни за развој врхунског туризма. Затим, овде се одржавају бројни фестивали, који чине овај град живописнијим и посећенијим, попут фестивала Фаљас (шп. Las Fallas) и Томатина де Буњол (шп. Tomatina de Buñol). У овом град могу се видети прелепи тргови, Трг Девице Марије (шп. Plaza de la Virgen María), где се налазе Валенсијска катедрала и базилика Свете Марије, док се за време празника отварају Врата апостола (шп. La Puerta de los Apóstoles). Такође, познати тргови су Трг скупштине (шп. Ayuntamiento de Valencia), и Трг бикова (шп. Plaza de Toros).

### Трговина
Лука Валенсије је највећа лука на западној обали Медитерана. Она је пета најпрометнија лука у Европи, такође је највећа у Шпанији и у басену Средоземног мора. Они пружају услуге за око 7.500 бродова сваке године.
Производни сектор Валенсије фокусиран је на металургији, бродоградњи, хемикалијама и текстилу. Највише се извозе прехрамбени производи и пића, као и поморанџе, пиринач, намештај, керамичке плочице и гвожђе.
Осим тога, Валенсија је позната по томе што се трговина одвија на пијацама као што су Централна пијаца (шп. El Mercado central), која је једна од најстаријих европских пијаца. Смештена је на 8.000 m². Постоји више од 1.000 штандова на којима се продаје месо, поврће, воће и риба. Посетиоци долазе на ово место како би уживали и у бројним ресторанима и баровима који се овде налазе.
Такође, Меркадо де Колон (шп. Mercado de Colón) је још једна позната пијаца у Валенсији.
Корте инглес (шп. El Corte Inglés) и Салер (шп. El Saler) њихови су чувени тржни центри.

### Саобраћај
Јавни превоз у Валенсији је обезбеђен од стране Железнице Валенсије (кат. Ferrocarrils de la Generalitat Valenciana) који послује са Метроваленсијом (шп. Metrovalencia), као и другим аутобуским и трамвајским компанијама.
Главни железнички терминал је познат под називом Северна станица (шп. Estación del nord). Валенсија има веома развијену подземну железницу која се састоји од 5 линија, које повезују предграђа са градом. Једна од тих линија води до аеродрома Валенсија, који се налази 5,6 km западно од центра града.
Такође, овај град омогућује посетиоцима и становницима изнајмљивање бицикала.

## Култура
Валенсијска култура представља спој утицаја различитих народа који су у историји насељавали њену територију. Као последица тога настао је велики број места и грађевина који су од изузетног значаја за целокупну светску културну баштину. Али ти утицаји су присутни и у многим другим аспектима и спој су традиционалног и савременог.

### Језик
Два званична језика у Валенсији су валенсијски (кат. valenciàn) и шпански (шп. español). Валенсијски је 1982. године проглашен службеним језиком, и заправо представља други назив за каталонски кат. catalàn који се говори у Валенсијској покрајини. Ипак, пред ЕУ званично постоје два различита језика, иако се превод европског Устава на ова два језика разликује у само 23 речи.
Због политичких и демографских разлога из прошлости, шпанских говорника има знатно више, што доказује и анкета спроведена 2005. године према којој валенсијски језик говори само 39,5% становништва, и то код куће, а 33% са пријатељима. Ипак, влада наглашава коришћење локалног језика.

### Храна
Валенсијску кухињу чине разноврсни састојци од меса до поврћа, док народ овог града, као и сви Шпанци, уживају у зачињеној храни.
Валенсија је чувена по извозу пиринча, те је једно од њених најпознатијих јела, паеља (шп. la paella), сачињена од њега. Пиринчу се додаје поврће, месо попут пилетине, зечетине, или риба, док је главни зачин овог јела, онај који му даје жуту боју, шафран. Паељи се додаје и умак алиоли, сличан нашем мајонезу, који Валенсијанци обожавају.
Други производ по чијем узгоју су познати јесу поморанџе. Патка са наранџиним соком (шп. Pato a la naranja) још једно је традиционално јело Валенсије.
Чувени дезерт који Валенсијанци спремају је турон (шп. Turron), он се обично прави од меда, шећера и беланаца, са прженим бадемима или орасима. Најчешће је правоугаоног или округлог облика.
Од пића можете уживати у њиховом вину тинто де верано (шп. tinto de veranо), а ако сте обожаваоци коктела, можете наручити кубату (шп. la cubata), док је њихово национално безалкохолно пиће орћата (шп. la horchata), која се прави од мешавине лешника или бадема са шећером и водом.

### Универзитети
У Валенсији постоје 2 универзитета. Универзитет у Валенсији је основан 1499. године и убраја се међу најстарије Универзитете у Шпанији. Сматра се једном од водећих академских институција. Састоји се од 18 школа и факултета који су распоређени у 3 главна кампуса. Свака зграда има различита академска одељења и нуди основне, мастер и докторске студије. Главни кампуси су:
1. Бурхасот (шп. Burjassot) поседује Биолошки, Фармацеутски, Физички, Хемијски, Математички и Факултет инжењерства.
2. Бласко Ибањес (шп. Blasco Ibáñez) се састоји од Медицинског и Стоматолошког, Физиотерапеутског, Филолошког, Факултета за филозофију и образовне науке, Факултета за психологију, географију и историју, Факултет спорта и физичког васпитања и Факултет за негу лепоте.
3. Таронхерс (шп. Tarongers) поседује Правни факултет, Факултет за економију и бизнис, Факултет друштвених наука, а однедавно постоји и школа Основних обука наставника[18].

Политехнички Универзитет у Валенсији је основан 1968. године. До 1971. године то је била Висока политехничка школа, а потом је постао Универзитет. Обухвата 5 кампуса, у оквиру којих постоји 14 школа и Универзитета: Факултет за пословну администрацију и менаџмент, Факултет ликовних уметности, Висока политехничка школа у Алкоји, Висока политехничка школа у Гандији, Факултет за компјутерске науке, Архитектонски факултет, Грађевински факултет, Школа високог менаџмента, Геодезијска техничка школа, Школа картографије и премеравања Земље, Школа руралних средина и енологије, Школа техничког дизајна, Школа за телекомуникације, Школа пољопривредног инжењерства.
Међу истакнутијим личностима који су дипломирали на овом факултету убрајају се Сантијаго Калатрава и Викторија Франсес.
Од института, Принц Филип (шп. Principe Felipe) је један од најпрестижнијих научних установа у свету, а бави се, између осталог, и регенеративном медицином. На њему раде и неки српски научници попут др Миодрага Стојковића и др Славена Ерцега.

### Фестивали
Валенсија је позната као град у којем се одржава велики број фестивала. Један од најбољих фестивала у Валенсији јесте Томатина де Буњол (шп. Tomatina de Buñol). Као и сваке године, последње среде у августу, више од 40.000 људи окупља се ради учествовања у једној пријатељској бици у којој више од 110 тона зрелог парадајза „лети у ваздуху“. Већ од 11 часова пре подне, камиони пуни парадајза почињу да дефилују улицама Валенсије, истовремено прскајући својим великим пројектилима зидове зграда, учеснике, па чак и гледаоце који се затекну у близини.
Један сат након тога, чистачи водом враћају зградама првобитну боју, парадајз полако нестаје и све се враћа у нормалу. Њима је потребно само два сата да оперу улице, и то уз свесрдну помоћ грађана који учествују као волонтери.
Фаљас (Las Fallas) такође спада у групу најбољих фестивала који се одржавају у Валенсији. Ово је журка забавног карактера и, без сумње, представља један од најоригиналнијих фестивала у Шпанији. Валенсија, иако позната као миран град, за ову прилику постаје место окупљања свих људи света који желе да буду део ове манифестације.
Централна тема фестивала је стварање и уништавање лутака које су представљене у виду огромних статуа направљених од запаљивих материјала као што су картон и дрво. Статуе су изузетно тешке и потребна је цела једна година за њихову израду. Оне остају на једном месту све до 19. марта, дана познатог као спаљивање (шп. La Cremá) када се, тачно у поноћ, улично светло гаси, маса почиње да трчи, статуе бивају запаљене и тек тада се могу уочити праве чари овог фестивала.
Нажалост, током година, ватрогасци су морали много пута да интервенишу, па су морали да осмисле разне начине за осигурање околних зграда од нежељених и случајних запаљења.

## Знаменитости
Валенсија је град који одише богатом архитектуром и културом, присутном у сваком делу града. То је место где се може доћи у додир са разним музејима и грађевинама које осликавају стилове попут оних из доба Римљана, па све до модерних зграда из 21. века.

### Музеји

#### Музеј науке и уметности
Међу најзначајнијим знаменитостима Валенсије се налази ремек-дело Сантјага Калатраве, Музеј науке и уметности (кат. ’’La Ciutat de les Arts i les Ciències’’). Ово је велики културни и забавни комплекс, који је постао познат широм света не само због своје архитектуре, већ и због могућности да забави, научи и одушеви својим садржајем. А њега сачињавају:
- Палата уметности „Краљица Софија” (кат. Palau de lес Artс Reina Sofía) је, у ствари, зграда опере, која се простире на 40.000 m², и са својих 17 спратова (14 изнад, и 3 испод земље), чини највишу оперу на свету.

- Хемисферик (кат. ’’L'Hemisfèric’’) је уникатна биоскопска сала у облику људског ока, чија је ‘зеница’ полулоптастог облика, али кроз свој одраз у базену одаје изглед праве кугле. Овај биоскоп има 3 начина пројекције: ИМАКС, тродимензионалну и дигиталну пројекцију. Такође, ова грађевина представља највећу филмску салу у Шпанији.
- Музеј науке „Принц Филип” (кат. el Museu de les Ciències Príncipe Felipe) место је где је наука потпуно доступна публици, и где сви посетиоци исте могу да уживају у разгледању експоната, као и да учествују у свим радионицама и активностима које овај музеј организује, и то не само да би се забавили већ и да би се што више приближили науци.
- Океанографски музеј (кат. L'Oceanogràfic) највећи је акваријум у Европи, који је дизајнирао скулптор Феликс Кандела (шп. Félix Саndelа). У овом музеју можемо видети 450.000 морских животиња (500 врста) почев од Антарктикa, Арктикa, све до тропских крајева света, па чак и оне које су веома ретке у свету, као што је белунга кит.
- Умбракле (кат. L'Umbracle), градски врт, у коме се посетиоци могу упознати са најпознатијим биљним врстама карактеристичним за ове пределе. Али у овом објекту, који је посебно занимљив ноћу, јер се претвара у дискотеку, може се пронаћи и галерија са скулптурама савремених уметника.
- Агора (кат. l'Àgora), место где се одржавају многи конгреси, конвенције, презентације, концерти, као и спортске манифестације попут тениског турнира „Валенсија Опен 500” (шп. Valencia Open 500)[20].

#### Музеј лепих уметности
Године 1913, основан је најзначајнији музеј уметности у Валенсији, Музеј лепих уметности (кат. Museu de Belles Arts de Valencia), који има око 2.000 радова, а већина њих датира из 14-17. века, укључујући и аутопортрет Дијега Веласкеза, као и слике легендарних уметника попут Тицијана, Ел Грека, Франсиска Гоје и многих других.

#### Музеј Фаљеро
Сваке године неколицина уметника изнова израђује нове, разнолике фигуре од запаљивих материјала (дрво, картон, полиестер, итд.) чије се макете, након такмичења и избора најлепше фигуре на фестивалу Фаљас, изложе у овом музеју. Такође, овде се, поред етапа и процеса реализације ових веома интересантних фигура, могу видети и њихове фотографије са почетка 20. века, као и комплетна историја фестивала.

#### Музеј праисторије Валенсије
Музеј праисторије Валенсије (кат. ’’Museu de Prehistòria de València’’), музеј у коме су изложени археолошки предмети који су пронађени у периоду од палеолита до епохе када су Иберијским полуострвом доминирали Визиготи.

#### Музеј кориде
Музеј кориде (кат. El Museu Taurí de València) основан је 1929. године, и као такав је један од најстаријих музеја у Шпанији. Сврха овог музеја је промоција опреме коју тореадори употребљавају, али и приказ еволуције кориде од њеног настанка до данас. Такође, музеј редовно организује борбе са биковима, које су можда једини начин да се дође очи у очи са оваквом врстом забаве.

### Паркови
Валенсија је град који се веома залаже за очување животне средине и природе и самим тим може се похвалити великим бројем паркова, вртова и башти у којима се чува и негује природа.

#### Биопарк
Биопарк (енгл. Bioparc) представља природу без граница унутар Валенсије, то је место где се ужива у лепоти природе, где се откривају нове ствари, али и где се разуме и цени природни свет. Овај велелепни простор, површине 100.000 m², креиран је тако да се посетиоци осете као у дивљини док уживају у призорима из саване, Мадагаскара или екваторијалне Африке који су овде реконструисани.
Неке од врста које овде живе су антилопе, жирафе, носорози, лавови, гориле, крокодили, хијене, нилски коњи, слонови и многе друге. Такође је важно рећи да се овде може наићи на пустиње, екваторијалне шуме или на стеновите видиковце који су веома лепо уклопљени у целину.
Биопарк је снажно посвећен очувању природе и животне средине, рециклира преко 95% воде која се користи, а за загревање исте користи велики број соларних панела који се налазе око зоолошког врта. Главни циљеви Биопарка, између осталог, укључују и образовање и подизање свести посетилаца о нези и поштовању животне средине.

#### Ботаничка башта
Ботаничка башта Универзитета у Валенсији основана је 1567. године. Више од 200 година представљала је врт лековитог биља, уско повезан са медицинским студијама. До XIX века налазила се на различитим локацијама у Валенсији, да би коначно 1802. године била премештена у врт изван зидина града, у близини куле Торес де Кварт (кат. les Torres de Quart).
Нажалост, током 20. века, тачније до 1987. године, Ботаничка башта трпи дуг период занемаривања, све док поменути универзитет није започео свеобухватну рестаурацију која је завршена 2000. године.
У овом периоду башта много пажње посвећује истраживању биљног диверзитета, очувању ретких и необичних врста, очувању флоре Медитерана и очувању природних станишта. Она такође има непрекидне културне и образовне активности које се спроводе по канцеларијама и образовно-културним установама.

#### Аквапарк
Још једно интересантно место у Валенсији је Валенсијски аквапарк шп. Aquópolis Cullera. Иако није смештен у самом срцу града, веома је посећен. У овом парку забава не познаје године. Како млади тако и они мало старији, а и они у најбољим годинама могу да уживају у великој понуди водених атракција као што су морски таласи, камиказе, брзинске трке, брзаци и многе друге. Парк поседује дечју зону пуну разних атракција у којима деца могу слободно да уживају и да се ослободе страха од воде. Једна од веома битних ствари јесте та да се у склопу овог парка налазе многи ресторани који нуде најразличитију брзу храну, од роштиља преко хамбургера, сендвича и кроасана до сладоледа и пудинга.

#### Краљевски вртови
Краљевски вртови (шп. Los Jardines del Real) једно су од омиљених места за одмор и уживање у природи, на свежем ваздуху. Смештени су на месту где су се раније налазили вртови Краљевске палате (шп. Jardines del Palacio Real) и годинама су се обнављале, унапређивале и модернизовале. Али и поред тога у њима постоје украшене ограде, фонтане, баште ружа и скулптуре које сведоче о њиховој далекој прошлости, с обзиром на то да датирају из XI века, за време владавине Абд-Азлза (арап. Abd-Azlz), маварског краља.
Овде одржавају многи културни догађаји, попут сајма књига, док се у јулу, за време лета, може уживати и опуштати у баровима, туристичком возићу и игралишту, али и бројним свечаностима, концертима као и биоскопу на отвореном. На овом месту се налази и Музеј природних наука, где се изводе бројне културне и активности за децу.

#### Парк у кориту реке Турија
Овај парк је основан 1986. године, неколико деценија после велике поплаве у Валенсији, Влада Шпаније 1970. године одлучила је да на површини тог старог канала направи ауто-пут који ће окруживати град. Међутим, коначно су одлучили да би било најбоље да га претворе у простор за слободно време у природи за грађане и стране посетиоце.
Са више од три милиона посетилаца годишње, ово је најпосећенији парк у Шпанији. Његове димензије превазилазе паркове Париза, Лондона и других великих европских градова. У оквиру овог парка налазе се Музеј науке и уметности (шп. Ciudad de las Artes y las Ciencias), парк Гуливер (шп. el Parque Gulliver), Палата музике (кат. el Palau de la Música), Биопарк, односно Зоолошки врт Валенсије.

### Архитектура
Архитектура Валенсије представља спој класичних и модерних стилова, међу којима су најистакнутији: романички, готички, ренесансни, барокни и неокласични. Најистакнутије грађевине су:

#### Зграда Риалто
Зграда Риалто (шп. Edificio Rialto) је изграђена 1939. godine и пројектовао ју је архитекта Кајетано Борсо ди Карминати (кат. Cayetano Borso di Carminati). Представља штаб валенсијског Института кинематографије, a као инспирацију користи један биоскоп у Берлину, које је пројектовао Ериха Менделсона. Зграда se одликује асиметричним фасадама од гвожђа и стакла, па је и једна о најбољих показатеља декоративне уметности у Валенсији. Средином осамдесетих, Риалто је реновиран од стране архитеката Кристине и Камила Грау Гарсије(шп. Cristina y Camilo Grau García).

#### Тржница свиле
Једна од највећих туристичких атракција у граду. Припада цивилној готици, и симбол је просперитета града током 15. века, када је Валенсија (тада престоница Круне Арагона) доживела златно доба и у комерцијалном и у књижевном смислу. Саграђена је између 1482. и 1548. године

#### Мигелете
Звоник Мигелете (шп. La Miguelete) најпопуларнији је архитектонски елемент катедрале у Валенсији. Андреу Хулиа (шп. Andreu Juliá) почео је изградњу овог споменика 1381, под називом Кампанарио Нуево (шп. Campanario Nuevo). Првобитно је био самостални торањ, али се касније придружио катедрали.

#### Алмудин
Зграда Алмудин (шп. Almudín) изграђена је 1307. године на простору старе муслиманске тврђаве. У почетку је служила као складиште пшенице и других житарица за продају и дистрибуцију у Валенсији. У 15. веку је реновирана и претворена у музеј. Зграду одликују дрвена палуба и боје које украшавају унутрашње зидове.

#### Велес и Вентс
Изграђена је у луци Валенсије као централна зграда 32. америчког купа, одржаног 2007. године. Обухвата четири хоризонталне платформе распоређене на различитим висинама. Грађевина је заправо пројектована као велика осматрачница на море, и од њене укупне површине од 124.635m², само 10.000 одговара затвореним просторијама. Приземље и први спрат су дизајнирани као јавне просторије, a други и трећи спрат служе за одржавање неких догађаја.

#### Торес де Кварт
Торес де Кварт (кат. Torres de Quart) средњовековна одбрамбена конструкција, приказује на својим зидовима трагове историјских догађаја: рат за независност против Француза, рат за шпанско наслеђе и грађански рат. Кварт куле су изграђене између 1441. и 1460, а припадају касном готском војном стилу и 1931. године су проглашене националним спомеником.

## Партнерски градови
- Ченгду

## Значајне личности рођене у Валенсији
- Папа Александар VI (1492—1503)
- Енрике Симонет (шп. Enrique Simonet), сликар
- Хосу де Солаун Сото (шп. Josu De Solaun Soto), пијаниста
- Гиљен де Кастро (шп. Guillén de Castro), познати писац Златног доба Шпаније
- Луис Гарсија Берланга (шп. Luis García Berlanga), филмски редитељ и сценариста
- Луис Мануел Фери Љопис (шп. Luis Manuel Ferri Llopis), познатији као Нино Браво (шп. Nino Bravo), познати шпански певач
- Сантијаго Калатрава (шп. Santiago Calatrava), чувени шпански архитекта
- Хоан Фустер (шп. Joan Fuster), психолог, историчар и писац
- Хоакин Родриго (шп. Joaquín Rodrigo), музички композитор
- Франсиско Тарега (шп. Francisco Tárrega), утицајни композитор и гитариста
- Марија Тереса Фернандез де ла Вега (шп. María Teresa Fernández de la Vega), прва жена премијер у историји Шпаније
- Раул Албиол (шп. Raul Albiol), фудбалер
- Виктор Клавер (шп. Victor Claver), кошаркаш
- Давид Ферер (шп. David Ferrer), тенисер

### Званичне институције
- Општина Валенсије
- Универзитет Валенсије
- Политехнички универзитет у Валенсији
- Град Уметности и Наука
- Музеј Фаљеро
- Ботаничка башта у Валенсији

### Службе
- „Градски превоз”. Архивирано из оригинала 12. 11. 2021. г.

### Туризам
- „Туристички биро Валенсије”. Архивирано из оригинала 17. 08. 2016. г.
- „Зоолошки врт у Валенсији”. Архивирано из оригинала 14. 03. 2007. г.
- Град уметности и науке у Валенсији
- Валенсијски ватромети
- Званичан сајт катедрале Санта Марија у Валенсији